# Isis (Marvel Comics)
Pour les articles homonymes, voir Isis (homonymie).
Isis est un personnage de fiction de l'univers de Marvel Comics. Elle est apparue pour la première fois dans Thor #239, en 1975. Elle est inspirée de la déesse de la mythologie égyptienne Isis.

## Origine
Isis est la déesse égyptienne de la fertilité et du foyer.
Isis est la fille de Geb, le dieu de la terre et de Nut la déesse du ciel. Elle est à la fois la sœur et la femme d'Osiris.
Elle fait partie du panthéon des dieux égyptiens, ou Héliopolites. Pour plus d'information sur l'histoire et le mythe de cette déesse, voir la page Isis
3000 ans av. J.-C., elle apparut au mutant En Sabah Nur (le futur Apocalypse, pour lui prédire une grande destinée, et qu'il possédait un pouvoir immense, qu'il pouvait utiliser pour la lumière ou les ténèbres.
Quand le dieu Seth s'empara d'Héliopolis, Isis et les autres dieux furent emprisonnés dans une pyramide pour l'éternité. Réunissant toute leur puissance, ils réussirent à transporter la pyramide sur Terre, au XXe siècle. Odin et Thor les libérèrent, et Odin battit Seth.
Seth tenta plus tard de conquérir Asgard mais il fut stoppé par l'alliance des dieux nordiques, celtes et égyptiens.

## Pouvoirs
- Isis est une déesse égyptienne et en possède donc les attributs.
- Elle possède une force surhumaine de Classe 35, une résistance importante et une longévité exceptionnelle, pour ne pas dire l'éternité.
- Grande mystique, elle peut manipuler les forces élémentaires de l'univers, et ressusciter les morts.